# Железная дорога Янисъярви — Лодейное Поле
Железная дорога Янисъярви — Лодейное Поле — историческая железная дорога длиной 219 километров. Проходит по территориям Республики Карелия (192,0 км) и Ленинградской области (27,0 км). Соединяет линии Кушелевка — Томицы и Санкт-Петербург — Мурманск. Построена в период с 1921 года по 1972 год: участок Янисъярви — Мегрега — Suomen Valtion Rautatiet (Финские железные дороги), участок Олонец — Лодейное Поле — МПС СССР.

## Общие сведения
Линия начинается от станции Янисъярви и заканчивается станцией Лодейное Поле. Полная длина составляет 219,0 км. По состоянию на 2019 год на линии семь промежуточных станций: Ляскеля, Леппясилта, Питкяранта, Салми, Видлица, Ильинская, Олонец. На участке Янисъярви — Олонец действует жезловая система. На станциях Ляскеля, Леппясилта, Питкяранта, Салми, Видлица, Ильинская работают семафоры. В период от момента постройки и до наших дней на линии функционировали следующие станции и разъезды, ликвидированные по разным причинам: Хямекоски, Харлу, Вялимяки, Кютёсюрья, Импилахти, Кителя, Койриноя, Иля-Ууксу, Ууксу II, Сатули, Погранкондуши, Тулокса, Разъезд 80 км, Туукса, Мегрега, Инема.

## История
Станция Jänisjärvi, будущая первая станция линии Янисъярви — Лодейное Поле, как и весь участок Маткаселькя — Лоймола, была открыта 15 декабря 1920 года. Основной задачей было соединить железной дорогой восточные приграничные с СССР земли с центральной Финляндией.

### Первый этап
Всё началось с того, что 12 августа 1919 года правительством Финляндии была подписана петиция от компании «Леппякоски» на строительство девятикилометровой железнодорожной ветки от Янисъярви до Харлу. В соответствии с изложенными условиями компания должна была оказать помощь в 1 500 000 финских марок, бесплатно предоставить площадь, необходимую для строительства линии и гравийного карьера. При этом компания имела право бесплатно получать гравий для собственных нужд.

### Второй этап
Официальной датой открытия ветки до Харлу считается 16 августа 1921 года, а 31 декабря 1923 года до Харлу было открыто пассажирское движение.

В начале 1924 года компания «Леппякоски» была приобретена акционерным обществом Ляскельский бумажный завод, и, чтобы улучшить транспортировку продукции завода, было подано прошение правительству Финляндии о продлении существующей линии до Ляскеля с устройством перегрузки на заводскую узкоколейку. 17 января 1924 года правительство согласилось с просьбой при условии, что фирма внесёт в стоимость строительства 1 700 000 финских марок. Работы начались в феврале 1924 года. В том же году была отсыпана насыпь. Также был завершен 20-метровый арочный мост на ординате 9,7 км через реку Лёютёоя (фин. Löytöoja).

### Третий этап
Строительство линии Ляскеля — Питкяранта было включено в план строительства железных дорог на 1926—1930 годы, в котором предусматривалось, что до Питкяранты должна быть построена железная дорога широкой колеи. Строительство началось 2 января 1929 года. Датой открытия станции Питкяранта считается 1 сентября 1932 год. В течение 1933 года на станции Питкяранта было построено паровозное депо, а также водонапорная башня и вагонные весы.

### Четвёртый этап
11 февраля 1932 года правительство приняло решение продолжить строительство ветки от Питкяранты в Ууксу, и далее — до Ладоги, к заливу Уксунлахти. Работы начались 18 февраля 1932 года. Пассажирское движение до Питкяранты было открыто 1 сентября 1932 года. До Ууксу — 1 декабря 1933 года.

В конце 1930-х годов велись дискуссии о строительстве соединительной ветки от Хелюля до Ляскеля (напрямую, мимо Янисъярви и Маткаселькя). Однако планам помешала разразившаяся 30 ноября 1939 года Советско-финляндская война (1939—1940).

### Пятый этап
Во время Советско-финской войны (1941—1944) Финляндия заняла весь Олонецкий перешеек вплоть до Свири. В начале 1942 года было принято решение продлить ветку к югу от станции Ууксу (ветка до Ала-Ууксу (фин. Uuksu satama) должна была остаться тупиковой), хотя ещё в 1928 году шли разговоры о том, чтобы соединить приграничный Салми с сетью железных дорог Финляндии, чтобы «выйти из маргинального положения в других частях страны».

Осенью 1942 года начались строительные работы. До станции Мегрега было построено 110 километров новой линии. Дорога была открыта для движения осенью 1943 года, а в ноябре 1944 года уже запущено пассажирское движение.

### Шестой этап
До начала 1970-х годов пассажирское движение осуществлялось только до Олонца. Мегрега оставалась тупиковой технической станцией. В 1972 году был построен мост через реку Свирь, после чего линия стала транзитной, будучи продлённой до Лодейного Поля. Станция Мегрега оставалась в стороне, потому, за ненадобностью, участок до станции длиной около 1 км был демонтирован, как, собственно, и станционные пути Мегреги.

## Пассажирское движение
До постройки моста через Свирь на Олонец курсировали прицепные вагоны из Ленинграда и Петрозаводска (через Янисъярви).
После 1972 года появились беспересадочные прицепные вагоны Ленинград — Питкяранта и Петрозаводск — Питкяранта (через Лодейное Поле).

Эта железнодорожная линия стала последней, по которой обычные поезда водили паровозы: пассажирские — до апреля 1986 года, товарные — вплоть до начала 1990-х годов.
Первая отмена пассажирского движения на линии произошло с июня 2011 года. Вместо пассажирского поезда Лодейное Поле — Янисъярви на участке Лодейное Поле — Питкяранта стал курсировать рабочий поезд. То есть те же самые пассажирские вагоны, но проезд только по удостоверениям работника железной дороги. В 2013 году пассажирское движение сохранилось 4 раза в неделю (с пятницы по понедельник) на участке Лодейное Поле — Питкяранта. Ходил один вагон, в этом вагоне можно было без пересадки проехать от Петербурга до Питкяранта и обратно. Плацкартный вагон следовал от Санкт-Петербурга до Лодейного Поля в составе поезда № 657/658 Санкт-Петербург — Петрозаводск, 4 часа стоял в Лодейном Поле в тупике, после чего подцеплялся местным тепловозом и шёл до Питкяранта уже как пригородный поезд.
В 2013 году пригородный поезд Лодейное Поле — Питкяранта был отменён, а с 22 августа 2014 года по линии было полностью прекращено пассажирское движение.
В июне 2021 года пассажирское движение на линии было восстановлено в виде одной ежедневной пары пригородного поезда РА3 по маршруту Лодейное Поле — Сортавала и одной дополнительной пары по выходным.

## Станции и остановочные пункты линии
| Оче- редь | Название                  | Ордината | Национальное название | Дата открытия | Фотография | Примечание                                                                           |
| --------- | ------------------------- | -------- | --------------------- | ------------- | ---------- | ------------------------------------------------------------------------------------ |
|           | Янисъярви                 | 0,000    | Jänisjärvi            | 15.12.1920    |            | Станция                                                                              |
| 1         | ост. п. Хямекоски         | 4,500    |                       | ?             |            | Перенесённый в посёлок остановочный пункт                                            |
| 1         | ст. Хямекоски             | 5,500    | Hämekoski             | 16.08.1921    |            | Бывший разъезд                                                                       |
| 1         | Харлу                     | 9,170    | Harlu                 | 16.08.1921    |            | Бывшая станция                                                                       |
| 2         | ост. п. Ояла (Оппола)     | 10,180   | Ojala                 | 09.12.1936    |            | Бывшая финская платформа                                                             |
| 2         | Ляскеля                   | 16,510   | Läskelä               | 05.12.1924    |            | станция                                                                              |
| 3         | Пуронваара                | 22,000   | Puronvaara            | 12.10.1932    |            | Бывшая финская платформа                                                             |
| 3         | Вялимяки (ост. п. 27 км.) | 26,000   | Välimäki              | 01.09.1932    |            | упразднён                                                                            |
| 3         | Кютёсюрья                 | 30,000   | Kytösyrjä             | 12.10.1932    |            | упразднён                                                                            |
| 3         | Импилахти                 | 32,660   | Impilahti             | 01.09.1932    |            | ост. пункт                                                                           |
| 3         | Сумериа                   | 34,500   | Sumeria               | 01.12.1932    |            | Бывшая финская платформа                                                             |
| 3         | Леппясилта                | 37,980   | Leppäsilta            | 01.09.1932    |            | станция                                                                              |
| 3         | Кителя (ост. п. 42 км.)   | 41,300   | Kitelä / Kitilä       | 01.09.1932    |            | упразднён                                                                            |
| 3         | Йоннисенмяки              | 44,400   | Jonnisenmäki          | 28.09.1935    |            | Бывшая финская платформа                                                             |
| 3         | Койриноя (станция)        | 48,350   | Koirinoja             | 01.09.1932    |            | Бывшая станция                                                                       |
| 3         | Койриноя (Койвуселькя)    | 50,100   | Koivuselkä            | 12.10.1932    |            | В советские времена называлась ост. п. Койриноя (после закрытия одноимённой станции) |
| 3         | Мустиккамяки              | 51,100   | Mustikkamäki          | 05.07.1943    |            | Бывшая финская платформа                                                             |
| 3         | Коннункюля                | 54,000   | Konnunkylä            | 12.10.1932    |            | Бывшая финская платформа                                                             |
| 3         | Перякюля                  | 57,400   | Peräkylä              | 20.08.1933    |            | Бывшая финская платформа                                                             |
| 3         | Питкяранта                | 59,140   | Pitkäranta            | 01.09.1932    |            | станция                                                                              |
| 4         | Хаймио                    | 61,100   | Haimio                | 01.01.1944    |            | Бывшая финская платформа                                                             |
| 4         | Ристиоя                   | 62,700   | Ristioja              | 01.12.1933    |            | Бывшая финская платформа                                                             |
| 4         | Ост. п. 64 км             | 63,500   |                       | ?             |            | упразднён                                                                            |
| 4         | Иля-Ууксу                 | 69,300   | Uuksu                 | 01.12.1933    |            | Бывшая станция                                                                       |
| 4         | Ala-Ууксу                 | 3,7      | Uuksu satama          | 01.12.1933    |            | Портовая станция                                                                     |
| 5         | Ост. п. Ууксу II          | 70,800   |                       | ?             |            | Остановочный пункт                                                                   |
| 5         | Рзд. Ууксу II             | 73,550   |                       | ?             |            | Бывший разъезд                                                                       |
| 5         | рзд. Сатули               | 79,500   | Satuli                | 1943          |            | Бывший разъезд                                                                       |
| 5         | Сатули (о.п. 83 км)       | 82,000   |                       | ?             |            | Остановочный пункт, перенесённый после ликвидации разъезда Сатули                    |
| 5         | Салми                     | 90,240   | Salmi                 | 1943          |            | станция                                                                              |
| 5         | пл. Тулема                | 91,9     | Tulema                | 1943          |            | Бывшая финская платформа                                                             |
| 5         | Ост. п. 97 км             | 96,500   | Miinala               | 1943          |            | Упразднён                                                                            |
| 5         | Куркункула                | 102,420  | Karkunkylä            | 1943          |            | ост. пункт                                                                           |
| 5         | Ост. п. 109 км            | 108,400  |                       | ?             |            | Упразднён                                                                            |
| 5         | Ниемиоя                   | 111,9    | Niemioja              | 1943          |            | Бывшая финская платформа                                                             |
| 5         | Погранкондуши             | 116,240  | Rajakontu             | 1943          |            | Бывшая станция                                                                       |
| 5         | Видлица                   | 128,617  | Vitele                | 1943          |            | Станция                                                                              |
| 5         | Тулокса                   | 139,100  | Tuulos                | 1943          |            | Бывшая станция                                                                       |
| 5         | Ост. п. 141 км (Тулокса)  | 140,900  |                       | ?             |            | ост. пункт                                                                           |
| 5         | о.п. 150 км               | 149,300  | Nurmoila              | 1943          |            | ост. пункт                                                                           |
| 5         | Ильинская                 | 154,110  | Alavoinen             | 1943          |            | Станция                                                                              |
| 5         | Туукса (станция)          | 161,100  | Tuuksi                | 1943          |            | Бывший разъезд                                                                       |
| 5         | Туукса (платформа)        | 161,750  |                       | ?             |            | упразднён                                                                            |
| 5         | Олонец                    | 168,770  | Aunus                 | 1943          |            | станция                                                                              |
| 5         | Мегрега                   | 180,000  | Mäkriä                | 1943          |            | Бывшая тупиковая станция                                                             |
| 6         | Инема                     | 197,090  |                       | 1972          |            | Бывшая станция                                                                       |
|           | Лодейное Поле             | 219,0    | Lotinanpelto          | 1916          |            | Станция                                                                              |